# Chrysobrycon
Chrysobrycon is een geslacht van straalvinnige vissen uit de familie van de karperzalmen (Characidae).

## Soorten
- Chrysobrycon eliasi Vanegas-Ríos, Azpelicueta & Ortega, 2011
- Chrysobrycon hesperus Böhlke, 1958
- Chrysobrycon myersi Weitzman & Thomerson, 1970